# Lega Nazionale A 2023-2024 (pallavolo maschile)
La Lega Nazionale A 2023-2024, 68ª edizione della massima serie del campionato svizzero di pallavolo maschile, si è svolta dal 21 ottobre 2023 al 27 aprile 2024: al torneo hanno partecipato 7 squadre di club svizzere e la vittoria finale è andata per la seconda volta consecutiva al Schönenwerd.

## Regolamento

### Formula
La formula ha previsto:
- Regular season, disputata con un girone all'italiana, con gare di andata e ritorno, per un totale di 14 giornate;
- Seconda fase (pre play-off), in cui le squadre sono state divise in due gruppi: le prime quattro classificate nel gruppo A e le rimanenti tre squadre nel gruppo B. Le squadre del gruppo A hanno disputato un nuovo girone all'italiana con partite di sola andata, mentre la squadre del gruppo B si sono incontrate con gare di andata e ritorno. Al termine della fase è stata stilata una classifica unica, assegnando a ciascuna squadra punti aggiuntivi in base alla posizione in classifica nella regular season: 14 punti alla prima classificata, 12 punti alla seconda, 10 punti alla terza, 8 alla quarta, 5 alla quinta, 3 alla sesta ed un punto alla settima. Le prime sei classificate hanno acceduto ai play-off scudetto, con le prime due ammesse direttamente alle semifinali;
- Play-off scudetto, strutturati in:
  - Quarti di finale, con gare di andata e ritorno ed eventuale golden-set in caso di parità al termine della serie;
  - Semifinali e finale, al meglio di tre vittorie su cinque gare;
  - Finale per il 3º posto, al meglio di due vittorie su tre gare;
- Play-off 5º posto, a cui hanno acceduto le due squadre perdenti i quarti di finale e l'ultima classificata della seconda fase, disputati mediante girone all'italiana con gare di andata e ritorno.

### Criteri di classifica
Se il risultato finale è stato di 3-0 o 3-1 sono stati assegnati 3 punti alla squadra vincente e 0 a quella sconfitta, se il risultato finale è stato di 3-2 sono stati assegnati 2 punti alla squadra vincente e 1 a quella sconfitta.
Per le sole partite del gruppo B della seconda fase, sono stati assegnati 2 punti alle squadre vincenti indipendentemente dal risultato.
L'ordine del posizionamento in classifica è stato definito in base a:
- Punti;
- Numero di partite vinte;
- Ratio dei set vinti/persi;
- Ratio dei punti realizzati/subiti[4].

## Squadre partecipanti
| Club        | Stagione | Città           | Impianto                   | Stagione precedente    |
| ----------- | -------- | --------------- | -------------------------- | ---------------------- |
| Amriswil    | dettagli | Amriswil        | Sporthalle Tellenfeld      | 2ª in Lega Nazionale A |
| Chênois     | dettagli | Chêne-Bougeries | Centre Sportif Sous-Moulin | 4ª in Lega Nazionale A |
| Jona        | dettagli | Jona            | Sporthalle Grünfeld        | 7ª in Lega Nazionale A |
| Losanna UC  | dettagli | Losanna         | Centre sportif de Dorigny  | 6ª in Lega Nazionale A |
| Lucerna     | dettagli | Lucerna         | Bahnhofhalle               | 5ª in Lega Nazionale A |
| Näfels      | dettagli | Näfels          | Linthalle SGU              | 3ª in Lega Nazionale A |
| Schönenwerd | dettagli | Däniken         | Betoncoupe Arena           | Campione di Svizzera   |

## Torneo

### Regular season

#### Risultati
| Prima giornata |                        |         |                                   |
|                |                        |         |                                   |
| Riposa:        | Chênois                | Chênois | Chênois                           |
| 21-10          | Jona - Lucerna         | 2-3     | 22-25, 25-23, 25-21, 23-25, 6-15  |
| 21-10          | Näfels - Losanna UC    | 1-3     | 25-21, 16-25, 23-25, 17-25        |
| 21-10          | Schönenwerd - Amriswil | 3-2     | 25-23, 20-25, 24-26, 25-14, 18-16 |

| Seconda giornata |                       |            |                            |
|                  |                       |            |                            |
| Riposa:          | Losanna UC            | Losanna UC | Losanna UC                 |
| 28-10            | Chênois - Jona        | 3-0        | 25-23, 28-26, 25-15        |
| 28-10            | Amriswil - Näfels     | 3-0        | 25-16, 25-19, 25-22        |
| 29-10            | Lucerna - Schönenwerd | 1-3        | 25-23, 17-25, 19-25, 24-26 |

| Terza giornata |                       |        |                            |
|                |                       |        |                            |
| Riposa:        | Näfels                | Näfels | Näfels                     |
| 05-11          | Jona - Amriswil       | 0-3    | 20-25, 16-25, 21-25        |
| 04-11          | Schönenwerd - Chênois | 1-3    | 23-25, 25-22, 27-29, 19-25 |
| 04-11          | Lucerna - Losanna UC  | 3-1    | 25-13, 25-19, 18-25, 26-24 |

| Quarta giornata |                          |      |                                   |
|                 |                          |      |                                   |
| Riposa:         | Jona                     | Jona | Jona                              |
| 11-11           | Losanna UC - Schönenwerd | 3-2  | 25-20, 20-25, 30-28, 22-25, 16-14 |
| 11-11           | Amriswil - Lucerna       | 3-0  | 25-20, 25-19, 25-18               |
| 11-11           | Näfels - Chênois         | 2-3  | 25-22, 19-25, 27-25, 18-25, 11-15 |

| Quinta giornata |                       |             |                                   |
|                 |                       |             |                                   |
| Riposa:         | Schönenwerd           | Schönenwerd | Schönenwerd                       |
| 18-11           | Jona - Näfels         | 3-1         | 31-29, 25-18, 18-25, 25-22        |
| 18-11           | Chênois - Lucerna     | 3-0         | 25-18, 25-18, 29-27               |
| 18-11           | Losanna UC - Amriswil | 2-3         | 23-25, 25-23, 25-20, 21-25, 11-15 |

| Sesta giornata |                      |          |                            |
|                |                      |          |                            |
| Riposa:        | Amriswil             | Amriswil | Amriswil                   |
| 25-11          | Schönenwerd - Jona   | 3-0      | 25-20, 33-31, 25-13        |
| 25-11          | Chênois - Losanna UC | 3-1      | 25-22, 25-22, 26-28, 25-20 |
| 26-11          | Lucerna - Näfels     | 0-3      | 20-25, 19-25, 21-25        |

| Settima giornata |                      |         |                            |
|                  |                      |         |                            |
| Riposa:          | Lucerna              | Lucerna | Lucerna                    |
| 02-12            | Losanna UC - Jona    | 3-0     | 25-15, 25-12, 25-21        |
| 02-12            | Näfels - Schönenwerd | 1-3     | 25-18, 20-25, 19-25, 19-25 |
| 02-12            | Amriswil - Chênois   | 1-3     | 38-36, 24-26, 14-25, 21-25 |

| Ottava giornata |                        |         |                            |
|                 |                        |         |                            |
| Riposa:         | Chênois                | Chênois | Chênois                    |
| 10-12           | Lucerna - Jona         | 3-1     | 25-14, 21-25, 25-19, 25-19 |
| 09-12           | Losanna UC - Näfels    | 3-0     | 25-14, 25-15, 25-19        |
| 09-12           | Amriswil - Schönenwerd | 1-3     | 25-19, 23-25, 22-25, 19-25 |

| Nona giornata |                       |            |                                   |
|               |                       |            |                                   |
| Riposa:       | Losanna UC            | Losanna UC | Losanna UC                        |
| 16-12         | Jona - Chênois        | 0-3        | 21-25, 17-25, 19-25               |
| 16-12         | Näfels - Amriswil     | 3-2        | 23-25, 23-25, 27-25, 25-23, 22-20 |
| 16-12         | Schönenwerd - Lucerna | 3-2        | 25-23, 22-25, 21-25, 26-24, 15-12 |

| Decima giornata |                       |        |                            |
|                 |                       |        |                            |
| Riposa:         | Näfels                | Näfels | Näfels                     |
| 06-01           | Amriswil - Jona       | 3-0    | 25-19, 26-24, 25-20        |
| 21-12           | Chênois - Schönenwerd | 1-3    | 25-23, 18-25, 22-25, 20-25 |
| 20-12           | Losanna UC - Lucerna  | 3-1    | 25-17, 25-21, 21-25, 25-23 |

| Undicesima giornata |                          |      |                                  |
|                     |                          |      |                                  |
| Riposa:             | Jona                     | Jona | Jona                             |
| 06-01               | Schönenwerd - Losanna UC | 2-3  | 25-20, 17-25, 18-25, 29-27, 7-15 |
| 07-01               | Lucerna - Amriswil       | 1-3  | 16-25, 25-22, 20-25, 24-26       |
| 06-01               | Chênois - Näfels         | 3-2  | 25-19, 25-20, 19-25, 21-25, 15-9 |

| Dodicesima giornata |                       |             |                                   |
|                     |                       |             |                                   |
| Riposa:             | Schönenwerd           | Schönenwerd | Schönenwerd                       |
| 13-01               | Näfels - Jona         | 3-0         | 25-11, 25-17, 25-18               |
| 13-01               | Lucerna - Chênois     | 3-2         | 25-17, 25-23, 17-25, 24-26, 15-12 |
| 13-01               | Amriswil - Losanna UC | 3-1         | 25-21, 25-22, 22-25, 31-29        |

| Tredicesima giornata |                      |          |                            |
|                      |                      |          |                            |
| Riposa:              | Amriswil             | Amriswil | Amriswil                   |
| 20-01                | Jona - Schönenwerd   | 0-3      | 19-25, 12-25, 18-25        |
| 20-01                | Losanna UC - Chênois | 3-1      | 25-21, 25-16, 20-25, 25-23 |
| 20-01                | Näfels - Lucerna     | 3-0      | 28-26, 25-19, 25-17        |

| Quattordicesima giornata |                      |         |                                   |
|                          |                      |         |                                   |
| Riposa:                  | Lucerna              | Lucerna | Lucerna                           |
| 27-01                    | Jona - Losanna UC    | 3-2     | 16-25, 25-22, 15-25, 25-22, 15-12 |
| 27-01                    | Schönenwerd - Näfels | 3-1     | 20-25, 25-19, 25-18, 25-18        |
| 27-01                    | Chênois - Amriswil   | 1-3     | 15-25, 18-25, 25-23, 19-25        |

#### Classifica
| Pos. | Squadra     | Pt | G  | V | P  | SV | SP | Ratio | PF    | PS    | Ratio |
| ---- | ----------- | -- | -- | - | -- | -- | -- | ----- | ----- | ----- | ----- |
| 1.   | Schönenwerd | 27 | 12 | 9 | 3  | 32 | 18 | 1,778 | 1 160 | 1 074 | 1,080 |
| 2.   | Amriswil    | 25 | 12 | 8 | 4  | 30 | 17 | 1,765 | 1 116 | 1 036 | 1,077 |
| 3.   | Chênois     | 23 | 12 | 8 | 4  | 29 | 19 | 1,526 | 1 113 | 1 062 | 1,048 |
| 4.   | Losanna UC  | 21 | 12 | 7 | 5  | 28 | 22 | 1,273 | 1 143 | 1 058 | 1,080 |
| 5.   | Näfels      | 13 | 12 | 4 | 8  | 20 | 26 | 0,769 | 989   | 1 036 | 0,955 |
| 6.   | Lucerna     | 11 | 12 | 4 | 8  | 17 | 30 | 0,567 | 1 012 | 1 071 | 0,945 |
| 7.   | Jona        | 6  | 12 | 2 | 10 | 9  | 33 | 0,273 | 821   | 1 017 | 0,807 |

      Qualificata al gruppo A della seconda fase
      Qualificata al gruppo B della seconda fase

### Seconda fase

#### Risultati

##### Gruppo A
| Prima giornata |                        |     |                            |
|                |                        |     |                            |
| 03-02          | Schönenwerd - Amriswil | 1-3 | 22-25, 25-21, 26-28, 21-25 |
| 03-02          | Chênois - Losanna UC   | 1-3 | 25-21, 12-25, 18-25, 25-27 |

| Seconda giornata |                          |     |                     |
|                  |                          |     |                     |
| 17-02            | Amriswil - Chênois       | 3-0 | 25-22, 25-18, 27-25 |
| 17-02            | Losanna UC - Schönenwerd | 0-3 | 22-25, 21-25, 23-25 |

| Terza giornata |                       |     |                                   |
|                |                       |     |                                   |
| 25-02          | Schönenwerd - Chênois | 2-3 | 25-14, 15-25, 19-25, 25-17, 12-15 |
| 24-02          | Amriswil - Losanna UC | 3-1 | 25-20, 25-21, 19-25, 25-17        |

##### Gruppo B
| Prima giornata |                  |      |                     |
|                |                  |      |                     |
| Riposa:        | Jona             | Jona | Jona                |
| 03-02          | Näfels - Lucerna | 3-0  | 25-18, 25-22, 25-23 |

| Seconda giornata |                |        |                                   |
|                  |                |        |                                   |
| Riposa:          | Näfels         | Näfels | Näfels                            |
| 10-02            | Lucerna - Jona | 3-2    | 25-19, 24-26, 22-25, 25-20, 15-10 |

| Terza giornata |               |         |                     |
|                |               |         |                     |
| Riposa:        | Lucerna       | Lucerna | Lucerna             |
| 17-02          | Jona - Näfels | 0-3     | 18-25, 20-25, 18-25 |

| Quarta giornata |                  |      |                                   |
|                 |                  |      |                                   |
| Riposa:         | Jona             | Jona | Jona                              |
| 18-02           | Lucerna - Näfels | 2-3  | 25-22, 16-25, 16-25, 25-21, 11-15 |

| Quinta giornata |                |        |                                  |
|                 |                |        |                                  |
| Riposa:         | Näfels         | Näfels | Näfels                           |
| 24-02           | Jona - Lucerna | 2-3    | 21-25, 25-22, 23-25, 25-22, 6-15 |

| Sesta giornata |               |         |                     |
|                |               |         |                     |
| Riposa:        | Lucerna       | Lucerna | Lucerna             |
| 25-02          | Näfels - Jona | 3-0     | 25-22, 25-19, 25-15 |

#### Classifica
| Pos. | Squadra     | Pt tot | Bonus | Pt | G | V | P | SV | SP | Ratio | PF  | PS  | Ratio |
| ---- | ----------- | ------ | ----- | -- | - | - | - | -- | -- | ----- | --- | --- | ----- |
| 1.   | Amriswil    | 21     | 12    | 9  | 3 | 3 | 0 | 9  | 2  | 4,500 | 270 | 242 | 1,116 |
| 2.   | Schönenwerd | 18     | 14    | 4  | 3 | 1 | 2 | 6  | 6  | 1,000 | 265 | 261 | 1,015 |
| 3.   | Näfels      | 13     | 5     | 8  | 4 | 4 | 0 | 12 | 2  | 6,000 | 333 | 268 | 1,243 |
| 4.   | Chênois     | 12     | 10    | 2  | 3 | 1 | 2 | 4  | 8  | 0,500 | 241 | 271 | 0,889 |
| 5.   | Losanna UC  | 11     | 8     | 3  | 3 | 1 | 2 | 4  | 7  | 0,571 | 247 | 249 | 0,992 |
| 6.   | Lucerna     | 8      | 3     | 5  | 4 | 2 | 2 | 8  | 10 | 0,800 | 376 | 383 | 0,982 |
| 7.   | Jona        | 3      | 1     | 2  | 4 | 0 | 4 | 4  | 12 | 0,333 | 312 | 370 | 0,843 |

      Qualificata alle semifinali play-off scudetto
      Qualificata ai play-off scudetto
      Qualificata ai play-off 5º posto

### Play-off scudetto
|  | Quarti di finale | Quarti di finale | Quarti di finale | Quarti di finale |   |   | Semifinali  | Semifinali  | Semifinali | Semifinali | Semifinali      | Semifinali      | Semifinali      |                 |                 | Finale | Finale | Finale | Finale | Finale | Finale | Finale |  |
|  |                  |                  |                  |                  |   |   |             |             |            |            |                 |                 |                 |                 |                 |        |        |        |        |        |        |        |  |
|  |                  |                  |                  |                  |   |   | 2           | Schönenwerd | 3          | 3          | 3               |                 |                 |                 |                 |        |        |        |        |        |        |        |  |
|  |                  |                  |                  |                  |   |   | 2           | Schönenwerd | 3          | 3          | 3               |                 |                 |                 |                 |        |        |        |        |        |        |        |  |
|  |                  |                  | 6                | Lucerna          | 0 | 0 | 0           |             |            |            |                 |                 |                 |                 |                 |        |        |        |        |        |        |        |  |
|  | 3                | Näfels           | 6                | Lucerna          | 0 | 0 | 0           | 3           | 014        |            |                 |                 |                 |                 |                 |        |        |        |        |        |        |        |  |
|  | 3                | Näfels           |                  |                  |   |   |             |             |            |            |                 |                 |                 |                 |                 |        |        |        |        |        |        |        |  |
|  | 6                | Lucerna          | 0                | 316              |   |   |             |             |            |            |                 |                 |                 |                 |                 |        |        |        |        |        |        |        |  |
|  | 6                | Lucerna          | 0                | 316              |   | 2 | Schönenwerd | 3           | 0          | 3          | 0               | 3               |                 |                 |                 |        |        |        |        |        |        |        |  |
|  |                  |                  |                  |                  |   |   |             |             |            |            |                 |                 |                 |                 |                 |        |        |        |        |        |        |        |  |
|  |                  |                  | 1                | Amriswil         | 1 | 3 | 2           | 3           | 1          |            |                 |                 |                 |                 |                 |        |        |        |        |        |        |        |  |
|  |                  |                  |                  |                  | 1 | 3 | 2           | 3           | 1          |            |                 |                 |                 |                 |                 |        |        |        |        |        |        |        |  |
|  |                  |                  |                  |                  |   |   |             |             |            |            |                 |                 |                 |                 |                 |        |        |        |        |        |        |        |  |
|  |                  |                  |                  |                  |   |   |             |             |            |            |                 |                 |                 |                 |                 |        |        |        |        |        |        |        |  |
|  |                  | 1                | Amriswil         | 3                | 1 | 3 | 3           |             |            |            | Finale 3º posto | Finale 3º posto | Finale 3º posto | Finale 3º posto | Finale 3º posto |        |        |        |        |        |        |        |  |
|  |                  |                  |                  |                  | 1 | 3 | 3           |             |            |            |                 |                 |                 |                 |                 |        |        |        |        |        |        |        |  |
|  |                  |                  | 5                | Losanna UC       | 0 | 3 | 1           | 1           |            |            |                 |                 |                 |                 |                 |        |        |        |        |        |        |        |  |
|  | 4                | Chênois          | 5                | Losanna UC       | 0 | 3 | 1           | 1           | 3          | 28         |                 |                 | 6               | Lucerna         | 1               | 3      | 2      |        |        |        |        |        |  |
|  | 4                | Chênois          |                  |                  |   |   |             |             |            |            |                 |                 | 6               | Lucerna         | 1               | 3      | 2      |        |        |        |        |        |  |
|  | 5                | Losanna UC       | 2                | 315              |   |   | 5           | Losanna UC  | 3          | 2          | 3               |                 |                 |                 |                 |        |        |        |        |        |        |        |  |

#### Quarti di finale
| Andata |                      |     |                                   |
|        |                      |     |                                   |
| 28-02  | Lucerna - Näfels     | 0-3 | 23-25, 17-25, 23-25               |
| 28-02  | Losanna UC - Chênois | 2-3 | 20-25, 23-25, 25-23, 25-21, 12-15 |

| Ritorno |                      |     |                                                     |
|         |                      |     |                                                     |
| 02-03   | Näfels - Lucerna     | 0-3 | 21-25, 23-25, 22-25 Golden set: 8-15                |
| 02-03   | Chênois - Losanna UC | 2-3 | 29-31, 25-16, 17-25, 25-21, 12-15 Golden set: 14-16 |

#### Semifinali
| Gara 1 |                       |     |                     |
|        |                       |     |                     |
| 09-03  | Schönenwerd - Lucerna | 3-0 | 25-15, 25-13, 25-19 |
| 09-03  | Amriswil - Losanna UC | 3-0 | 25-18, 25-17, 25-21 |

| Gara 2 |                       |     |                            |
|        |                       |     |                            |
| 17-03  | Lucerna - Schönenwerd | 0-3 | 17-25, 30-32, 13-25        |
| 16-03  | Losanna UC - Amriswil | 3-1 | 22-25, 25-23, 25-23, 26-24 |

| Gara 3 |                       |     |                            |
|        |                       |     |                            |
| 24-03  | Schönenwerd - Lucerna | 3-0 | 25-20, 25-16, 25-22        |
| 23-03  | Amriswil - Losanna UC | 3-1 | 25-21, 20-25, 25-23, 25-20 |

| Gara 4 |                       |     |                            |
|        |                       |     |                            |
| 27-03  | Losanna UC - Amriswil | 1-3 | 25-16, 23-25, 19-25, 15-25 |

#### Finale 3º posto
| Gara 1 |                      |     |                            |
|        |                      |     |                            |
| 13-04  | Losanna UC - Lucerna | 3-1 | 26-24, 14-25, 25-17, 25-18 |

| Gara 2 |                      |     |                                   |
|        |                      |     |                                   |
| 20-04  | Lucerna - Losanna UC | 3-2 | 22-25, 28-26, 25-19, 23-25, 15-12 |

| Gara 3 |                      |     |                                   |
|        |                      |     |                                   |
| 24-04  | Losanna UC - Lucerna | 3-2 | 17-25, 27-25, 24-26, 25-15, 15-12 |

#### Finale
| Gara 1 |                        |     |                            |
|        |                        |     |                            |
| 13-04  | Schönenwerd - Amriswil | 3-1 | 25-23, 18-25, 25-17, 25-19 |

| Gara 2 |                        |     |                     |
|        |                        |     |                     |
| 18-04  | Amriswil - Schönenwerd | 3-0 | 25-19, 25-13, 25-23 |

| Gara 3 |                        |     |                                   |
|        |                        |     |                                   |
| 20-04  | Schönenwerd - Amriswil | 3-2 | 23-25, 14-25, 25-21, 30-28, 15-12 |

| Gara 4 |                        |     |                     |
|        |                        |     |                     |
| 25-04  | Amriswil - Schönenwerd | 3-0 | 28-26, 25-20, 27-25 |

| Gara 5 |                        |     |                            |
|        |                        |     |                            |
| 27-04  | Schönenwerd - Amriswil | 3-1 | 25-18, 17-25, 25-20, 26-24 |

### Play-off 5º posto

#### Risultati
| Prima giornata |               |         |                     |
|                |               |         |                     |
| Riposa:        | Chênois       | Chênois | Chênois             |
| 09-03          | Näfels - Jona | 3-0     | 25-19, 25-21, 25-23 |

| Seconda giornata |                  |      |                     |
|                  |                  |      |                     |
| Riposa:          | Jona             | Jona | Jona                |
| 13-03            | Chênois - Näfels | 0-3  | 18-25, 15-25, 19-25 |

| Terza giornata |                |        |                            |
|                |                |        |                            |
| Riposa:        | Näfels         | Näfels | Näfels                     |
| 16-03          | Jona - Chênois | 1-3    | 22-25, 25-19, 22-25, 19-25 |

| Quarta giornata |               |         |                     |
|                 |               |         |                     |
| Riposa:         | Chênois       | Chênois | Chênois             |
| 21-03           | Jona - Näfels | 3-0     | 27-25, 25-19, 25-22 |

| Quinta giornata |                |        |                     |
|                 |                |        |                     |
| Riposa:         | Näfels         | Näfels | Näfels              |
| 23-03           | Chênois - Jona | 3-0    | 25-15, 26-24, 25-20 |

| Sesta giornata |                  |      |                                   |
|                |                  |      |                                   |
| Riposa:        | Jona             | Jona | Jona                              |
| 27-03          | Näfels - Chênois | 3-2  | 25-22, 25-14, 20-25, 23-25, 15-12 |

#### Classifica
| Pos. | Squadra | Pt | G | V | P | SV | SP | Ratio | PF  | PS  | Ratio |
| ---- | ------- | -- | - | - | - | -- | -- | ----- | --- | --- | ----- |
| 5.   | Näfels  | 8  | 4 | 3 | 1 | 9  | 5  | 1,800 | 324 | 290 | 1,117 |
| 6.   | Chênois | 7  | 4 | 2 | 2 | 8  | 7  | 1,143 | 320 | 330 | 0,970 |
| 7.   | Jona    | 3  | 4 | 1 | 3 | 4  | 9  | 0,444 | 287 | 311 | 0,923 |

## Classifica finale
| Pos | Squadra     | Qualificazione |
| --- | ----------- | -------------- |
|     | Schönenwerd |                |
| 2   | Amriswil    |                |
| 3   | Losanna UC  |                |
| 4   | Lucerna     |                |
| 5   | Näfels      |                |
| 6   | Chênois     |                |
| 7   | Jona        |                |